# Perrona spirata
Perrona spirata é uma espécie de gastrópode do gênero Perrona, pertencente a família Clavatulidae.